# Naturwissenschaft und Medizin
Naturwissenschaft und Medizin (n+m) war eine Zeitschrift für Ärzte des Pharmakonzerns C. F. Boehringer Mannheim. Sie erschien von 1964 bis 1971 alle zwei Monate unter der Redaktion von Hoimar von Ditfurth. Wie Herausgeber und Redaktion in der ersten Ausgabe mitteilten, löste n+m die Zeitschrift die therapie des monats ab.

## Idee
Naturwissenschaft und Medizin war eine „grundsätzlich neuartige Zeitschrift“, die dem Arzt neben medizinischen Themen auch grundlegende oder aktuelle Themen aus allen Gebieten der Naturwissenschaft „in allgemeinverständlicher Form“ nahe bringen wollte.

## Konzept
Unter der Redaktion von Hoimar von Ditfurth, der ab 1960 für den Pharmakonzern C. F. Boehringer in Mannheim u. a. als Leiter des pharmako-psychiatrischen Forschungslaboratoriums arbeitete, veröffentlichte die Zeitschrift Originalartikel von anerkannten wissenschaftlichen Autoren aus dem In- und Ausland. Im ersten Heft schrieb der Zoologe und Verhaltensforscher Konrad Lorenz „Über die Wahrheit der Abstammungslehre“, in Heft 2.1964 schrieb der US-amerikanische Chemiker, Biochemiker und Nobelpreisträger Melvin Calvin „Über die Entstehung des Lebens auf der Erde“. Jedes Heft enthielt auch einen medizinischen Beitrag für Allgemeinmediziner mit Fortbildungscharakter. Wiederkehrende Kolumnen in jeder Ausgabe waren:
- Glosse
- Aktuelle Notizen aus der Welt der Naturwissenschaften
- Medizinische Kurzberichte
- Fotoseite
- Die Autoren
- Vorschau auf das nächste Heft

Den Abschluss jedes Heftes bildete eine künstlerische Fotografie. Adolf Portmann, der Schweizer Anthropologe und Naturphilosoph, kommentierte diese Fotografien.

## Umsetzung
Für das Layout, die Grafiken, Diagramme und wissenschaftlichen Illustrationen war der Grafikdesigner Erwin Poell verantwortlich. Die Titelseite, mit dem markanten Zeitschriftenlogo n+m am rechten oberen Rand in einer kräftigen, schmallaufenden Groteskschrift mit leichtem Pluszeichen zwischen n und m, war immer mit einer wissenschaftlichen Illustration, einem Diagramm oder Schaubild versehen. Die Zeitschrift hatte mit den Maßen 17 × 23 cm ein handliches Format. Der Umfang lag zwischen 60 und 68 Seiten.  

## Vertrieb
Die Zeitschrift wurde kostenlos an Ärzte versandt und war nicht im Buchhandel erhältlich. Medizinische Einrichtungen und Bibliotheken konnten die Zeitschrift kostenlos abonnieren.

## Autoren und Themen
- Nr. 1, 1964: Konrad Lorenz, Über die Wahrheit der Abstammungslehre
- Nr. 1, 1964: Karl Steinbuch, Automaten lernen, Automaten erkennen
- Nr. 1, 1964: Thure von Uexküll, Die sogenannte vegetative Dystonie
- Nr. 2, 1964: Melvin Calvin, Über die Entstehung des Lebens auf der Erde
- Nr. 2, 1964: Wolfgang Wickler, Das Problem der stammesgeschichtlichen Sackgassen
- Nr. 2, 1964: Julius Büdel, Wo die Eiszeit noch lebt
- Nr. 2, 1964: Frank Drake, „Botschaft von einem anderen Stern“
- Nr. 3, 1964: Volker Aschoff, Der Nachrichtenaustausch als Problem der Menschheitsentwicklung
- Nr. 3, 1964: Julius Büdel, Wo die Eiszeit noch lebt (II)
- Nr. 3, 1964: Karl Gößwald, Der Ameisenstaat
- Nr. 19, 1967: Herbert Friedman, Röntgenastronomie
- Nr. 19, 1967: Cornelius Noack, „Mikroskope“ der Kernphysik
- Nr. 21, 1968: Alfons Gabriel, Formen der Wüste
- Nr. 21, 1968: Ludger Rensing, Über Rhythmen in Biologie und Regeltechnik
- Nr. 21, 1968: Hanns Hippius, Die ambulante Nachbehandlung des klinikentlassenen psychotischen Patienten
- Nr. 22, 1968: Otto Koenig, Biologie der Uniform
- Nr. 22, 1968: Lothar Jantscher, Das Königsberger Brückenproblem